# Sarrians

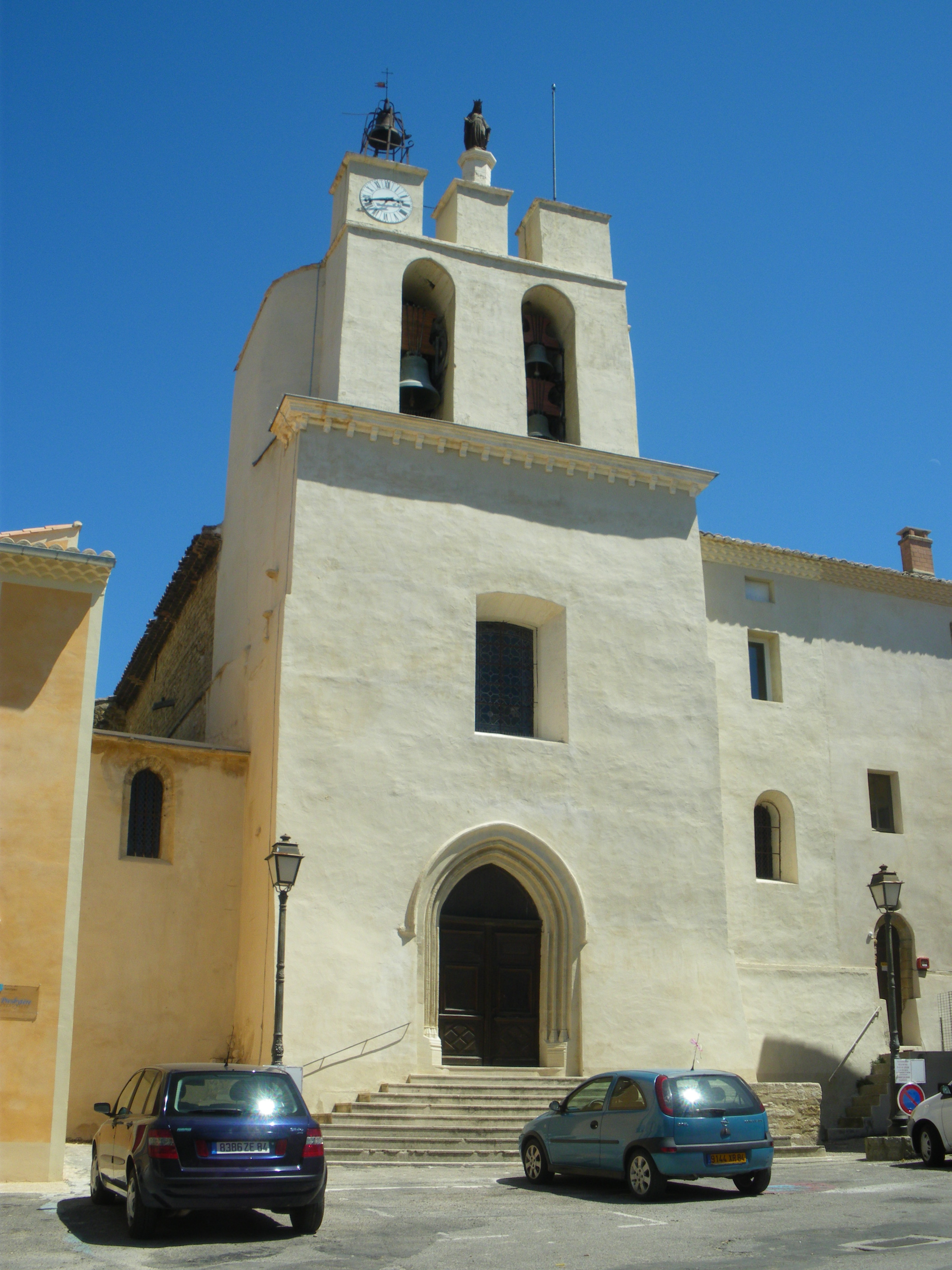
Kirche St-Pierre-et-St-Paul

Sarrians ist eine französische Gemeinde mit 5834 Einwohnern (Stand 1. Januar 2022) im Département Vaucluse in der Region Provence-Alpes-Côte d’Azur. Sie gehört zum Kanton Monteux im Arrondissement Carpentras.

## Geographie
Sarrians liegt 15 Kilometer südöstlich von Orange und acht Kilometer nordwestlich von Carpentras an der D 950 im Tal des Brégoux.

## Geschichte
Gräberfunde in den 1980er Jahren aus dem Neolithicum weisen auf eine Besiedlung der Region um Sarrians schon etwa 2400 Jahre v. Chr. Aufgrund von weiteren archäologischen Funden (Münzen, Gräbern) ist bekannt, dass auch die Römer sich im Bereich von Sarrians niederließen.
Der heutige Ort hatte seinen Ursprung in der zweiten Hälfte des 11. Jahrhunderts. Der Ort entwickelte sich um eine klösterliche Niederlassung, die Ende des 10. Jahrhunderts auf Wilhelm I., Markgraf der Provence und Befreier von den Sarazenen zurückgeht.
| Bevölkerungsentwicklung | Bevölkerungsentwicklung | Bevölkerungsentwicklung | Bevölkerungsentwicklung | Bevölkerungsentwicklung | Bevölkerungsentwicklung | Bevölkerungsentwicklung | Bevölkerungsentwicklung |
| ----------------------- | ----------------------- | ----------------------- | ----------------------- | ----------------------- | ----------------------- | ----------------------- | ----------------------- |
| Jahr                    | 1962                    | 1968                    | 1975                    | 1982                    | 1990                    | 1999                    | 2008                    |
| Einwohner               | 3301                    | 3554                    | 4052                    | 5030                    | 5094                    | 5459                    | 5757                    |

## Sehenswürdigkeiten
- Kirche Saint-Pierre et Saint-Paul aus dem 11. und 14. Jahrhundert (Monument historique seit 1973)[2]
- Château de Tourreau (17. Jahrhundert)[3] (Monument historique)
- Château Brunelly (15. Jahrhundert)
- Le Milord (Ende 17. Jahrhundert)

## Partnergemeinde
Sarrians pflegt seit 1968 eine partnerschaftliche Beziehung zur deutschen Gemeinde Biebertal (Hessen).

## Nachweise
1. ↑  Website von Sarrians – Histoire, abgerufen am 24. Juli 2019
2. ↑  Republique Française , Ministère de la Culture: Eglise paroissiale Saint-Pierre et Saint-Paul, abgerufen am 24. Juli 2019
3. ↑  Monumentum – Château de Tourreau, abgerufen am 24. Juli 2019
4. ↑  Website Sarrians – Jumelage, abgerufen am 24. Juli 2019